# 李載裕
李 載裕（イ・チェウ、1905年8月28日 - 1944年10月26日）は、朝鮮の独立運動家、労働運動家。

## 人物
咸鏡南道三水郡出身。父の李玒範は郡庁の書記を務めていた。1922年頃に三水普通学校を中退し、京城の貧民街に住みながら土木作業の現場で働く。1925年には開城にあるミッション系の松都高等普通学校に編入学したが、マルクス主義に接近し、学生たちと共に社会科学研究会を組織し、反宗教闘争の一環として、キリスト教に関する科目に反対する学生ストライキに関与したとして退学処分となった。1926年12月には、日本大学専門部社会科に留学し、高麗共産青年会日本部候補会員になったが、学費滞納のために再び退学した。1927年には日本在住の朝鮮人労働団体である「東京朝鮮労働組合」に常務執行委員として参加、 1928年には朝鮮共産党日本総局委員となったが、第四次朝鮮共産党事件で逮捕されて、京城に移送され、京城刑務所で3年余り収監され、1932年12月に出獄した。
1933年7月には、李鉉相、金三龍とともに、抗日労働運動団体を組織し、三頭馬車に準えて「京城トロイカ」と命名した。コミンテルンに盲目的に従うことを拒否し、上意下達の革命組織ではなく、大衆の中から活動の同志をオルグすること、各運動団体や構成員の自主独立性を保障すること原則とした。李載裕が示した労働運動のスローガンの中には「同一労働同一賃金」、「一日七時間労働制」、「労働者の組織、ストライキの自由」「言論、集会、出版、結社の自由」などきわめて現代的な要求が含まれている。1934年1月には再度検挙されたが、西大門警察署から脱走して地下活動に潜伏し、農民に変装して朝鮮各地を放浪しながら朝鮮共産党京城再建グループ（第2期京城トロイカ）を展開した。1935年1月からは楊州郡蘆海面（現ソウル市蘆原区）の農地を開墾し、農産物を売った資金で朝鮮共産党再建京城準備再建グループ（第3期京城トロイカ）として機関紙『赤旗』を発行したが、1936年12月、倉洞駅付近で逮捕・投獄され、1937年5月に送検された。同年には獄中で「朝鮮に於ける共産主義運動の特殊性と其の発展の能否」と題する手記を発表した。1938年7月には懲役6年の刑が確定し、公州刑務所で服役、思想転向を拒否したため拷問を受け衰弱した。1942年には恩赦により刑期満了となったにもかかわらず、前年に施行された「朝鮮思想犯予防拘禁令」に基づく予防拘禁措置により、1944年10月には収監されていた清州の保護教導所（予防拘禁所）で獄死した。
なお、李載裕が服役中であった1939年には、李観述、朴憲永、金台俊、朴鎮洪ら同志により地下組織京城コムグループが組織された。日中戦争期の朝鮮において最大の地下活動グループであり、1941年には大多数が検挙されたものの、1945年の日本の敗戦による解放後には、南朝鮮労働党の中核を担うことになる。